# Sabrina Mertens
Sabrina Mertens (* 1985 in Hamburg) ist eine deutsche Regisseurin, Drehbuchautorin und Medienkünstlerin.

## Leben
Nach unabhängig produzierten Kurzfilmen, Videoclips und experimentellen Projekten studiert Mertens seit 2015 Regie an der Filmakademie Baden-Württemberg in Ludwigsburg. Der Kurzfilm „Zarte Momente“ (2017) lief auf nationalen und internationalen Filmfestivals, darunter interfilm Berlin, und wurde im Sprengel Museum Hannover in der Ausstellung Urban Living gezeigt. Sabrina Mertens’ Debütlangfilm Fellwechselzeit entstand im dritten Studienjahr und feierte seine Deutschlandpremiere auf dem Filmfestival Max Ophüls Preis 2020. Seine internationale Premiere hatte Fellwechselzeit auf dem International Film Festival Rotterdam in der Bright Future Competition. Der Film wurde unter anderem auch auf dem Fantasia International Film Festival in Montreal, dem New Horizons International Film Festival in Breslau und dem Seville European Film Festival gezeigt, wo er 2020 mit dem Endless Revolutions Best Film Award der FIPRESCI-Jury ausgezeichnet wurde.